# Piège pour le rouge

Piège pour le rouge : pour la théorie des couleurs est un livre d'artiste créé en forme de livre peint en 2008 (exemplaire unique) et édité en forme de plaquette en 2010 par Serge Chamchinov.

## Description
- 27,5x70,5cm, leporello, 3 peintures sur carton Canson de techniques mixtes (encre noir de Chine, blanc de Chine, pastel à l’huile, collage), 3 poèmes (2 en français et 1 en allemand) signés AA/PK, scription, 1 collage sur couverture muette, papier Himalaya-Lokta 90g/m2, chez l’artiste, 2008[1]
- In-quarto 14,5x21cm, collection "Le plus petit Musée du livre", 3 schémas numériques, 3 textes signés Anne Arc sur Paul Klee, xérographie, jeu typographique, jaquette, Japon-Simili 80g/m2, tirage 199 exemplaires, dont 29 de tête sur papier Buvard 120 g/m², avec 1 pastel à l’huile sur frontispice, chez l’artiste, Dives-sur-Mer, 2010,  (ISBN 978-2-9528504-6-9)[2].

## Historique
La création du livre Piège pour le rouge : pour la théorie des couleurs a été initiée à la suite de des deux voyages d’études de l’artiste effectués en 2003. Serge Chamchinov a été invité par la Société Goethe à Weimar , où il a travaillé sur les liens entre la Farbenlehre de Johann Wolfgang von Goethe et les concepts de Paul Klee sur la théorie des couleurs. Par ailleurs, la même année, boursier de l'État français, il a été invité par la Paul-Klee-Stiftung à Berne  pour étudier les cahiers manuscrits (Pädagogische Skizzenbücher) de Paul Klee. Dès lors Serge Chamchinov s’intéresse à la position des  « couleurs pures » et des « couleurs intermédiaires ».
Le travail sur ce livre s’est présenté en plusieurs étapes. C’est en 2008 que l’artiste a composé sept tableaux en développant les formes élémentaires – comme le point, le rond, le triangle, le rectangle, la croix – dans leurs rapports avec des couleurs de base. Par la suite, la même année il a construit le livre de grand format, où il a introduit ses recherches sur les « éléments-couleurs » en mouvement : jaune, rouge, bleu, noir, blanc. C’est ensuite que le titre et le texte écrit par Anne Arc ont été scriptés dans le livre.
Le livre a été présenté pour la première fois en 2008 à la 60e Foire internationale du livre de Francfort, et, ensuite, au salon Pages à Paris. Accompagné d’une série de tableaux, il a été exposé en avril 2009 dans le Cabinet du livre d’artiste (Malerbuchkabinett) dans la Herzog-August-Bibliothek à Wolfenbüttel 
L’idée de présentation de la conception du livre a été réalisée sous forme de plaquette d’artiste éditée dans la collection « Le plus petit Musée du livre » en 2010.

## Théories
Le livre fait référence aux concepts de Johann Wolfgang von Goethe, de Paul Klee et de Wassily Kandinsky, représente aussi la vision originale de Serge Chamchinov sur la théorie mentionnée par le sous-titre : Pour la théorie des couleurs.
S’il y a une correspondance entre les couleurs et les formes de base, la couleur rouge est justifiée par la forme du carré. Ainsi la couverture du livre est une œuvre plastique intitulée Labyrinthe pour le Rouge. Issue du projet plus ancien de l’artiste sur la théorie des couleurs, présenté notamment à la commission d’arts plastiques de la DRAC de Basse-Normandie en 2005, cette couverture comporte un collage sur lequel le rouge de forme carrée est mis dans un labyrinthe-piège. Dans les peintures, vingt-quatre couleurs sont mises en mouvement perpétuel autour du rouge. L’expérience de Serge Chamchinov dans le livre se base sur la libération du rouge dégagé de sa forme.

## Peintures
Sur la première peinture l’artiste construit un espace « sans limites ». L’ensemble des couleurs est présenté comme une anti-forme. L’expérience continue sur la deuxième peinture où les courbes noires influencent le mouvement de l’anti-forme. Leur tension crée une altération de l’anti-forme. Sur la troisième peinture les couleurs trouvent une forme spatiale particulière qui ressemble à l’arc-en-ciel, capable d’absorber la lumière, la tension et le mouvement. Cette forme naturelle (arc-en-ciel) est le but de l’expérience.
Une autre dimension mise en scène dans le livre concerne le sujet d’une substance rouge qui se déforme en raison d’une tension intérieure. Cette substance rouge se brise en morceaux qui flottent librement dans l’espace. Les techniques mixtes permettent d’accentuer ce sujet et d’obtenir sa matérialisation complète sur les trois peintures du livre.

## Textes
Le livre contient également trois textes poétiques d’Anne Arc signés AA/PK (deux textes en français, un en allemand). Les trois poèmes représentent un travail de pastiche sur les écrits théoriques de Paul Klee et de Wassily Kandinsky. Sur les trois pages en face des peintures, l’artiste Serge Chamchinov a effectué une scription de ces textes à l’encre rouge, mettant en relief les centres visuels des mots poétiques, à la manière de la poésie visuelle.

## Expositions du livre
2009:
- Herzog-August-Bibliothek (Wolfenbütel)
- Médiathèque Pierre Amalric, Albi  Communauté d'agglomération de l'Albigeois

2010:
- Quai de la batterie, Arras

2011:
- Médiathèque Charles de la Morandière, Granville, Manche

## Collections publiques
- Le livre peint Piège pour le rouge : pour la théorie des couleurs 2008 se trouve dans le fonds du patrimoine de la Bibliothèque municipale de Nancy[4]
- La plaquette d’artiste Piège pour le rouge : pour la théorie des couleurs éditée dans la collection « Le plus petit musée du livre » en 2010 est consultable dans les fonds spécialisés des institutions suivantes : 
  - Bibliothèque Sainte-Geneviève
  - Bibliothèque nationale de France
  - Bibliothèque de Caen
- La plaquette d’artiste Piège pour le rouge : pour la théorie des couleurs 2010 est également consultable dans les Fonds des livres d’artistes en Allemagne et en Suisse :
  - Bibliothèque Anna Amalia (Weimar) [5]
  - Centre Paul Klee (Berne)[6]